# Bitva u Ardahanu
Bitva o Ardahan (turecky: Ardahan Harekâtı; rusky: Битва при Ардагане) bylo vojenské střetnutí Ruského impéria a Osmanské říše během první světové války. Trvalo od 25. prosince 1914 do 18. ledna 1915 a jednalo se o turecký útok proti městu Ardahan s cílem prolomit linii Sarikamiš-Kars a pomoct tím Turkům v probíhající bitvě o Sarikamiš. Zpočátku se Osmanům průlom dařil, když však prohráli bitvu u Sarikamiše, museli se z města stáhnout.